# بحث و بیت
بحث و بیت گونه‌ای از مشاعره ادبی می‌باشد که در میان مردم سیستان رواج دارد؛ قالب شعری آن سیتک (دوبیتی) و ساز همراه آن دایره است. هر چند بسیاری از سیستانیان بدون دایره نیز بحث و بیت می‌کنند.
بحث و بیت رجز خوانی‌های عاشقانه‌ای است که گاه دو دلداده به بهانهٔ بحث و بیت، رازهای ناگفتهٔ خویش را وا گو می‌کردند تا از این طریق به گوش یار او برسد. یا رجزیست که سرگشته‌ای گمنام برای رویارویی با زندگی، طبیعت و سنت می‌خوانده است. این رجزخوانی ها در گذشته به چند طریق اجرا می‌شده‌است.
بیشتر بحث و بیت‌هایی که در هنگام کار کردن، اجرا می‌شدند، بحث و بیت‌هایی بدون دایره بودند. در این جا بحث و بیت کردن تنها برای لذت بردن نبوده است بلکه می‌توان آن را نوعی رویارویی با دشواری کار، تشنگی، گرسنگی و حس نکردن گذر زمان پنداشت. معمولاً یا دو به دو یا به صورت گروهی اجرا می‌کردند و آنقدر ادامه می‌دانند تا یکی یا گروهی تسلیم گروهی دیگر می‌شد. در آغاز یکی به نمایندگی از گروهش دوبیتی ای را می‌خواند و بایستی گروه دیگر دوبیتی‌ای با همان مفهوم که به نوعی پاسخی به گویندهٔ پیشین باشد را تکرار کند. به این ترتیب این هماوردی تا تسلیم یکی از گروه‌ها ادامه می‌یابد.
بحث و بیت به همراهی دایره شور و نشاط بیشتری دارد. سیستانی ها دایره را دو گونه می‌نوازند. یکی سردستی و دیگری سرپایی. سر دستی معمولاً بیشتر برای ریتم های آرام است و سرپایی برای ریتم های تند تر. هرچند گاه برای تفنن با سرپایی نیز ریتم های آرام‌تر را می‌نوازند. در بحث و بیت، بیشتر از شیوهٔ سردستی بهره می‌گیرند تا سرپایی.

## گونه های بحث و بیت
برای بحث و بیت دو گونه اصلی می‌توان قائل شد؛ یکی همان شیوهٔ رایجی که دو نفر یا دو گروه با انتخاب ریتم شناخته شده، آن را اجرا می‌کنند و دیگری شیوهٔ بسیار پرهیجان تر، ریتمیک تر و پرتحرک تر که همراه با حرکت کردن میدان داران بحث و بیت کننده از نقطه‌ای به نقطه‌ای دیگر است. در این شیوه دو نفر که قرار است بحث و بیت کننده باشند، در دو سوی که معمولاً در درازنای اتاقی ست دایره در دست، روی زانو به گونه‌ای آماده باش می‌ایستند و پس از آغاز بحث و بیت روی زانو به سوی دیگر اتاق در جهت مخالف هم حرکت می‌کنند و ضمن حرکت، هم دایره می‌زنند و هم به نوبت بیت هایشان را می‌خوانند و تماشاگران نیز کنار دیوارها آنان را همراهی می‌کنند. هنگامی که به انتهای اتاق رسیدند در همان حالت خواندن و نواختن، دور می‌زنند. این چرخه آنقدر ادامه می‌یابد تا یکی از نفس بیفتد و دیگری قهرمان میدان دایره و دل شود.

## نمونه‌ای از بحث و بیت
شروع کننده:
| رسیدو ور سر رود ادیمی      |  | سلام علیکو ای یار قدیمی   |
| بگوفتو دخترک بوسه وه مه ده |  | مگه کوری که بابایوم ندیدی |

جواب دهنده:
| بیایه بگذره مثل امئشه       |  | اگه یگ بوسه مه دادی چه مه شه؟ |
| اگه یگ بوسه مه دادی وه عاشق |  | وه فردای قیامت کم نمه شه      |

شروع کننده:
| دل از مه، چشمِ مستِ دلبر از تو |  | لب خشکیده از مه، کوثر از تو     |
| بت یارم، دو ابرویت دو خنجر   |  | سر از مه سینه از مه، خنجر از تو |

جواب دهنده:
| وه قربون سرای زینه زینه    |  | وه قربون سر و چشم سکینه      |
| اگه دونو تو ره بر مه نمیده |  | دو دس بر سر زنو خنجر وه سینه |